# Gigi Dolin
Priscilla Lee Kelly (* 5. Juni 1997 in Douglasville, Georgia) ist eine US-amerikanische Wrestlerin. Sie steht derzeit bei der WWE unter Vertrag und tritt regelmäßig in deren Show NXT auf. Ihr bislang größter Erfolg ist der zweifache Erhalt der NXT Women’s Tag Team Championship.

## Wrestling-Karriere

### Erste Anfänge (2015–2021)
Am 13. März 2015 gab sie, zusammen mit Devyn Nicole, ihr Debüt in einem Tag-Team-Match gegen Amanda Rodriguez and Amber O’Neal, dieses verloren sie jedoch. Nach einer Niederlagenserie gelang es ihr im Dezember 2016, Tessa Blanchard zu besiegen. Mit der Zeit konnte sie einige Titel gewinnen, u. a. die World Intergender Championship, die Rogue Tag Team Championship sowie die Shine Nova Championship.

### World Wrestling Entertainment (seit 2021)
Am 20. Januar 2021 wurde bekannt gegeben, dass sie bei der WWE einen Vertrag unterschrieben hat. Sie nahm zusammen mit Cora Jade am Women’s Dusty Rhodes Tag Team Classic teil, sie verloren in der ersten Runde gegen The Way Candice LeRae und Indi Hartwell. Am 27. Juli 2021 gründete sie mit Jacy Jayne und Mandy Rose das Stable Toxic Attraction. Am 26. Oktober 2021 gewannen sie zusammen mit Jayne die NXT Women’s Tag Team Championship, hierfür besiegten sie in einem Scareway to Hell Triple Threat Ladder Match Indi Hartwell und Persia Pirotta sowie die Titelträger Io Shirai und Zoey Stark. Die Regentschaft hielt 158 Tage, sie verloren die Titel am 2. April 2022 bei NXT Stand & Deliver (2022) an Dakota Kai und Raquel González. Am 5. April 2022 gewannen sie die Titel zurück, nachdem sie Dakota Kai und Raquel González besiegen konnten. Die Regentschaft hielt 91 Tage, sie verloren die Titel schlussendlich am 5. Juli 2022 an Cora Jade und Roxanne Perez.

## Titel und Auszeichnungen
- World Wrestling Entertainment
  - NXT Women’s Tag Team Championship (2×) mit Jacy Jayne

- F1RST Wrestling
  - F1RST Wrestling Uptown VFW Championship (1×)

- Georgia Premier Wrestling
  - Together We Fight Tournament

- Grim’s Toy Show Wrestling
  - GTS Intergender Championship (1×)

- Rogue Wrestling
  - Rogue Tag Team Championship (1×) mit Vipress

- Shine Wrestling
  - Shine Nova Championship (1×)
  - SHINE Nova Championship Inaugural Tournament (2017)

## Privatleben
Kelly heiratete am 21. November 2018 den Wrestler Samuel Ratsch, der mittlerweile unter dem Namen Darby Allin bei All Elite Wrestling antritt. Doch die Ehe scheiterte, am 10. August 2020 gab sie öffentlich die Scheidung bekannt. Beide sind noch weiterhin befreundet, wie Kelly im Dezember 2020 gegenüber Vickie Guerrero in deren Podcast Excuse me erläuterte.